# Station Weymouth
Weymouth is een spoorwegstation van National Rail in Weymouth, Weymouth and Portland in Engeland. Het station is eigendom van Network Rail en wordt beheerd door South Western Railway. 